# Bán hạ bắc
Bán hạ bắc hay bán hạ Trung Quốc (danh pháp hai phần: Pinellia ternata) là loài thực vật bản địa của Trung Quốc, nay mọc ở nhiều nơi, kể cả Bắc Mỹ. Lá cây có 3 thùy, xẻ sâu, hoa có kiểu hình đặc trưng của họ Ráy.

## Hình ảnh

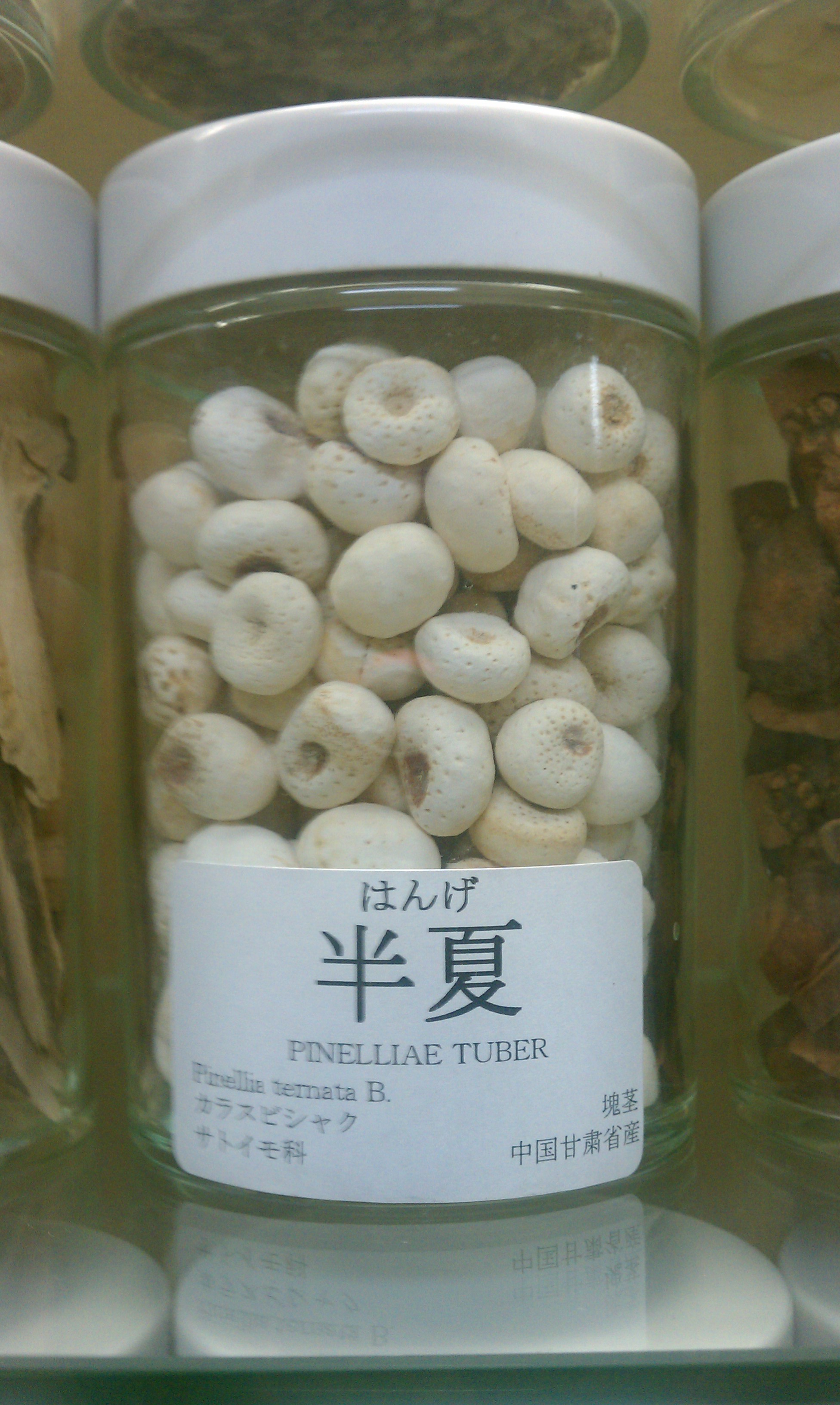
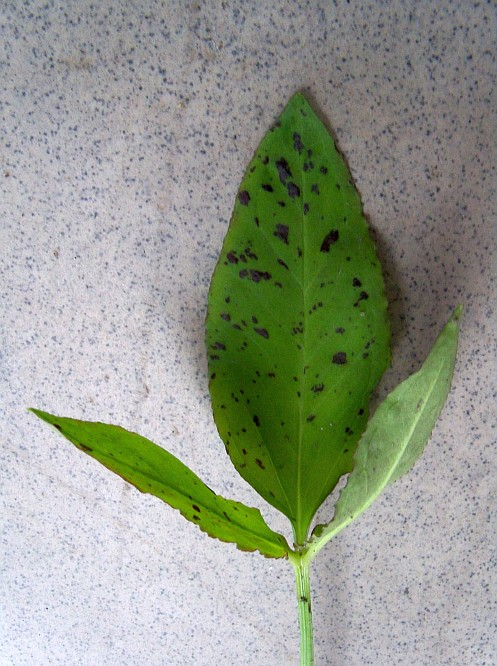
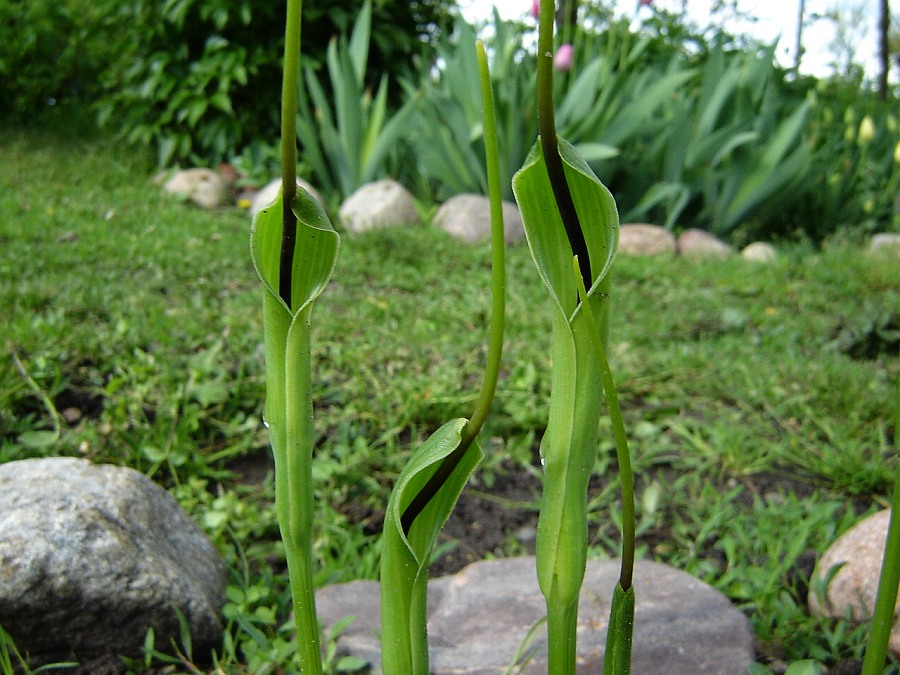
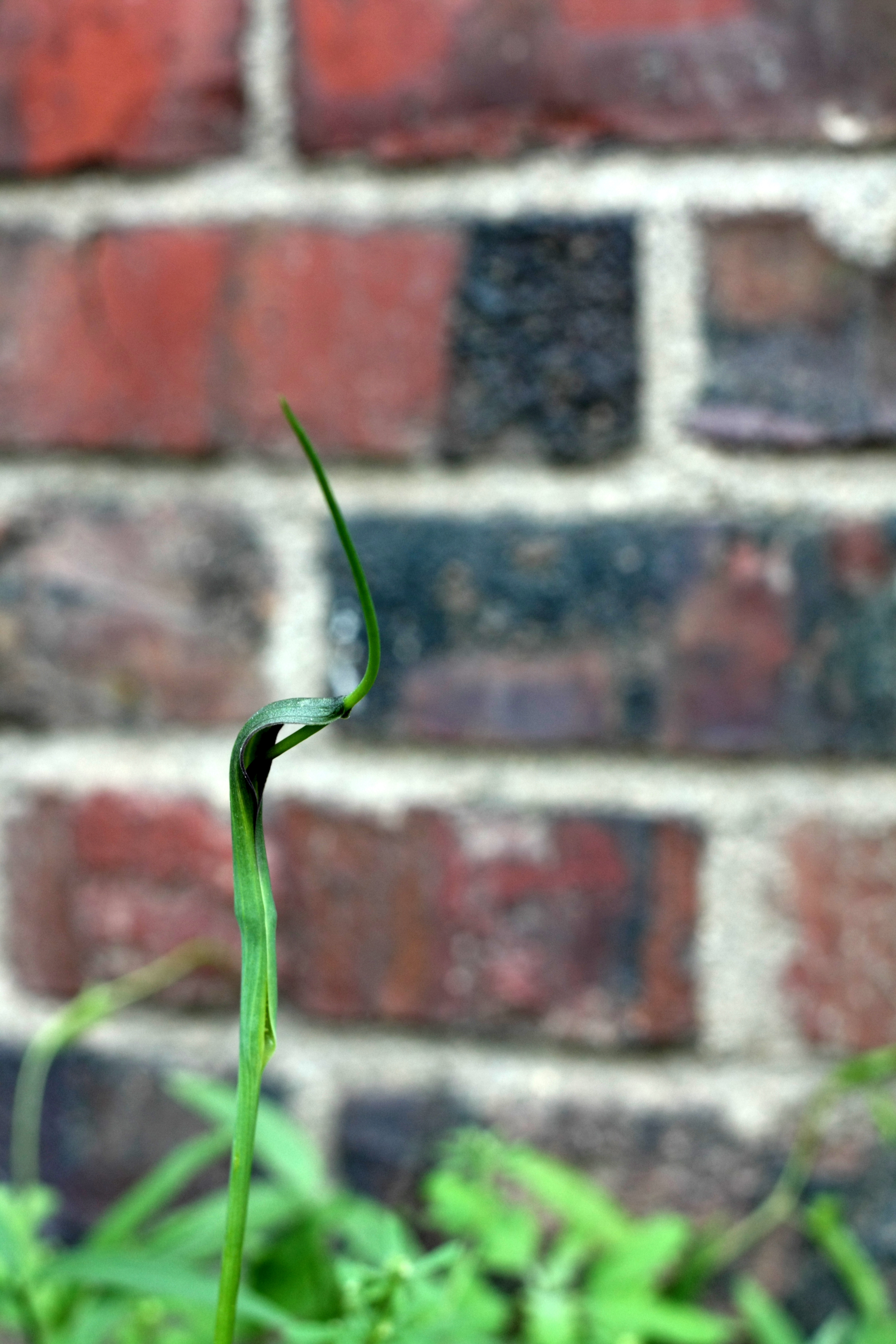

## Tham khảo

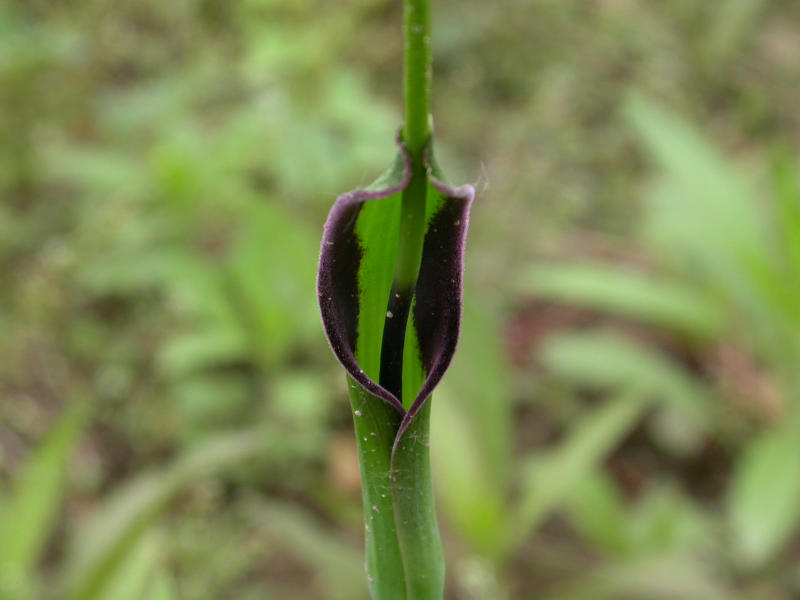
Hoa bán hạ bắc